# Cornelia De Bey

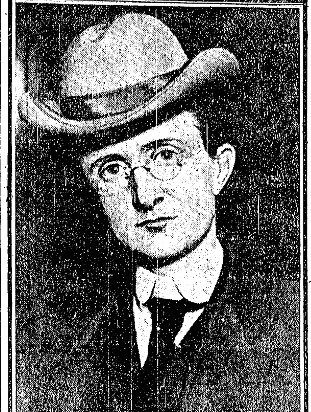
Dr. Cornelia De Bey

Dra. Cornelia De Bey (26 de mayo de 1865 - 3 de abril de 1948) fue una reformista, médico homeópata, administradora de un colegio público de Chicago, abogada laboralista, y dirigente en el movimiento por el sufragio de las mujeres. Trabajó con la famosa Hull House, comunidad de reformistas sociales, junto a Jane Addams, Julia Lathrop, Alice De Wolf Kellogg, y Ellen Gates Starr. Defendió una importante reforma de la administración escolar, exponiendo la corrupción que existía y abogando por más democracia en la toma de decisiones, así como defendiendo el asociacionismo de los profesores y su afiliación a sindicatos.